# Simon Ammann
Simon Ammann (* 25. června 1981, Grabs, Švýcarsko) je švýcarský reprezentant ve skoku na lyžích, který jako jediný v historii získal čtyři individuální zlaté olympijské medaile v tomto sportu.
Na Zahajovacím ceremoniálu Zimních olympijských her 2014 v Soči se stal vlajkonošem švýcarské výpravy.

## Sportovní život
Se skákáním začínal v 10 letech poblíž svého bydliště. V roce 1997 poprvé nastoupil ve světovém poháru. Na ZOH v Naganu obsadil 35. a 39. místo. V Salt Lake City v roce 2002 na ZOH získal 2 zlaté medaile - na středním i na velkém můstku. Startoval také na ZOH v Turíně 2006. V roce 2010 se stal olympijským vítězem na středním a velkém můstku ve Vancouveru.
Jeho nejlepší umístění ve světovém poháru je 1. místo v sezóně 2009/2010. V roce 2009 se stal vítězem letního podniku Grand Prix 2009. V sezóně 2008/2009 byl 2. na turné čtyř můstků. V roce 2010 vyhrál stejně jako v roce 2002 oba olympijské závody jednotlivců a stal se prvním skokanem, který vyhrál 4 zlaté individuální olympijské medaile.